# Eupithecia iphiona
Eupithecia iphiona là một loài bướm đêm trong họ Geometridae.